# Українці Вірменії
Українці у Вірменії (вірм. Ուկրաինացիներ, Українацінер) — четверта за чисельністю національна меншина у Вірменії. Згідно з офіційним переписом населення, станом на 2001 рік у Вірменії проживало 1,633 українців. За даними української діаспори, у Вірменії проживає за різними оцінками від 4 до 8 тисяч українців.

## Історія
Історія першого на території Вірменії українського поселення відноситься до 19 століття, коли уряд Російської імперії вирішив переселити в Закавказзя «малоросійських козаків» з Полтавської та Чернігівської губерній.

## Гарантії діяльності
Стаття 37 Конституції Вірменії гарантує, що «Громадяни, які належать до національних меншин, мають право на збереження традицій, розвиток мови і культури», українці користуються рівними правами на території країни проживання.
Вірменська держава у міру своїх можливостей піклується про забезпечення прав і потреб національних меншин, зокрема, шляхом бюджетного фінансування. Так у 2005 році державою було виділено у користування будинок — Культурний центр національних меншин (адреса: м. Єреван, вул. Сар'яна 22, 15 поверх) — де українці, разом з іншими нацменшинами Вірменії, мають можливість задовольняти свої потреби, проводити культурно-освітні заходи. Проте, враховуючи економічні, соціальні проблеми, з якими стикаються всі громадяни Вірменії, ця підтримка обмежена.

## Організації
Федерація українців Вірменії має свої філії в Єревані, Ванадзорі, Ґюмрі, Раздані, Іджевані та Севані. З квітня 1997 року щомісячно виходить газета «Дніпро Славутич». Головою на сьогодні є Романія Явір. До складу Федерації входять чотири мистецькі ансамблі, а у 2008 році була утворена молодіжна організація «Українська молодь Вірменії». Федерація провадить також недільні школи для молоді. На жаль немає української церкви.
У рамках української громади функціонують такі аматорські художні колективи:
- Український хор «Дніпро» (м. Єреван);
- Ансамбль української пісні «Вербиченька» (м. Ванадзор);
- Дитячий ансамбль «Дзвіночок» (м. Єреван);
- Дитячий хореографічний ансамбль «Малятко» (м. Єреван).

Крім Федерації працює також, хоч з меншою активністю, давніша організація Українське Культурне Товариство «Червона Калина», котру очолює Ольга Пархоменко. На жаль співпраця між «Червоною Калиною» та Федерацією не найкраща.
Найамбітнішими проєктами громади, зокрема Федерації є відкриття пам'ятника Тарасу Шевченко у Єревані та збудувати українську церкву. На пам'ятник місцева влада у Єревані вже надала відповідне місце, а Україна пообіцяла надати граніт. Залишається винагорода скульптора, котрий проживає у Криму, перевіз та встановлення на місці. 16 липня 2011 р. питання щодо будівництва пам'ятника знову було підняте на зустрічі заступника голови Верховної Ради України Миколи Томенка та надзвичайного та повноважного посла України у Республіці Вірменії Івана Кухти. Щодо церкви, поки що місце її розташування дискутується з місцевою владою, котра, до речі, ставляться надзвичайно прихильно.

## Відомі особистості
Найвідомішим вірменським українцем є Анатолій Зіневич. Для уродженця Хмельницького «Вірменія стала другою Батьківщиною» Анатолій Володимирович брав участь у Карабаському конфлікті, був одним з командирів та обіймав посаду першого заступника міністра Оборони Нагірно-Карабаської Республіки та заступника міністра оборони Вірменії.
Також слід відзначити діяльність відомого українського правозахисника Микола Кічмара.
Роман Березовський - гравець збірної Вірменії з футболу, воротар.